# غراهام ماغيري
غراهام ماغيري (بالإنجليزية: Graham Maguire)‏ هو اقتصادي وسياسي أسترالي، ولد في 21 أبريل 1945 في أديلايد في أستراليا. نشط حزبياً في حزب العمال الأسترالي. وقد انتخب عضو مجلس الشيوخ الأسترالي ‏ عن دائرة جنوب أستراليا ‏ (5 مارس 1983 – 30 يونيو 1993).